# Léonie Vincent
Léonie Maja Vincent, född 16 november 1994 i Bromma församling i Stockholm, är en svensk skådespelare.

## Biografi
Léonie Vincent har bland annat utbildat sig vid Teaterhögskolan i Luleå där hon läst skådespelarprogrammet för scen, film, TV, radio. Förutom att hon medverkat vid ett flertal teateruppsättningar så har hon medverkat i tredje säsongen av Bäckström. Hon har även medverkat i Trolösa där hon spelade Fanny. I Glaskupan spelade hon Lejla, en av seriens huvudroller.

## Filmografi (i urval)
- 2024 – Bäckström (TV-serie)
- 2025 – Trolösa (TV-serie)
- 2025 – Glaskupan (TV-serie)